# ماساهیرو آراکی
ماساهیرو آراکی (انگلیسی: Masahiro Araki؛ زادهٔ ۱۳ سپتامبر ۱۹۷۷) بازیکن سابق و مربی بیسبال اهل ژاپن است.
از باشگاه‌هایی که در آن بازی کرده‌است می‌توان به اژدهایان چونیچی اشاره کرد.